# Arsim Muzaqi
 (février 2025).
Motif : quelle notoriété , une traduction automatique ne fait pas tout ?
- Archive Wikiwix
- Bing
- Cairn
- DuckDuckGo
- E. Universalis
- Gallica
- Google
- G. Books
- G. News
- G. Scholar
- Persée
- Qwant
- (zh) Baidu
- (ru) Yandex
- (wd) trouver des œuvres sur Wikidata

| 1. | Préciser le motif de la pose du bandeau. | Précisez le motif de la pose du bandeau en utilisant la syntaxe suivante : {{admissibilité à vérifier\|date=mai 2025\|motif=remplacez ce texte par le motif}}                     |
| 2. | Informer les utilisateurs concernés.     | Pensez à avertir le créateur de l'article, par exemple, en insérant le code ci-dessous sur sa page de discussion : {{subst:avertissement admissibilité à vérifier\|Arsim Muzaqi}} |

Arsim Nazmi Muzaqi (né le 13 novembre 1978 à Vushtrria, mort le 26 avril 1999 à Melenica) était un soldat kosovar de l'Armée de libération du Kosovo (UCK). Il a combattu et est mort pendant la guerre du Kosovo.

## Participation à la guerre du Kosovo
Muzaqi a rejoint l’UÇK le 25 août 1998 et a servi dans le 4e bataillon de la 141e brigade « Mehë Uka » dans la zone d’opérations de Shala. Il a participé à plusieurs opérations militaires dans des régions telles qu’Aslan, Rahovë, Mazhiq et Kutllovc. En tant que membre de l'unité spéciale du Kosovo, il a été impliqué dans diverses missions à haut risque et opérations stratégiques pendant la guerre. Muzaqi est mort le 26 avril 1999 lors d’une bataille à Majdan,,.

## Distinctions
Après sa mort, il a reçu le titre de Héros du Kosovo. De plus, une rue de la ville de Vushtrria a été nommée en son honneur.